# Elecciones regionales de Barinas de 2022
Las elecciones regionales extraordinarias del Estado Barinas en Venezuela, se realizaron el 9 de enero de 2022 para elegir al gobernador del Estado. Anteriormente, el gobernador debía ser electo en las elecciones del 21 de noviembre de 2021, sin embargo, antes de la totalización del resultado fue suspendida por el Tribunal Supremo de Justicia al considerar un recurso de amparo en contra del proceso electoral, a pesar de que el conteo había una victoria a boca de urna de parte del candidato Freddy Superlano, de la Mesa de la Unidad Democrática, el cual fue inhabilitado para postularse a cargos públicos en la repetición de las elecciones. 
Barinas histórico bastión chavista, en el que resultó ganador final de las elecciones, el diputado al Consejo Legislativo Sergio Garrido, candidato de la Plataforma Unitaria y militante de Acción Democrática, quien se convirtió en el primer gobernador ajeno al oficialismo desde las elecciones regionales de 1998, el primero democráticamente electo que no pertenece a la familia Chávez desde que Rafael Rosales Peña dejara la gobernación en 1999, y la primera victoria de un militante de Acción Democrática en una elección de gobernador desde las Elecciones regionales de 2017.
Luego de los resultados electorales y de la victoria de Garrido, debido a su simbólica victoria detrás del resultado, la oposición inició una movilización en todo el país para promover un referéndum revocatorio el mismo año, removiendo a Nicolás Maduro constitucionalmente como presidente, propuesta que fracasó.

## Antecedentes

### Elecciones de 2021
Desde el día de las elecciones hasta el 28 de noviembre se desconoció el conteo absoluto de los votos en Barinas, pues las tres actas que faltaban por escrutar estaban en posesión del general de división José Rafael Serrano Gotera, comandante de la ZODI 32, quien se negaba a entregarlas. El 28 de noviembre de 2021, las actas fueron entregadas a la Junta Nacional Electoral del CNE, la cual asumió la totalización. Aparecen dos actas, una se mantiene desaparecida.
Un día después el exdiputado Adolfo Superlano, del partido MIN-Unidad, quién no está relacionado con Freddy Superlano, interpuso un recurso ante el Tribunal Supremo de Justicia relacionado con la elección del gobernador y la alcaldía. Como respuesta al amparo, el Tribunal Supremo suspendió la totalización de los votos, al igual que la proclamación del gobernador del estado. Para entonces, las proyecciones del CNE favorecían al candidato opositor Freddy Superlano, del 37,60 %, frente al 37,21 % de votos obtenidos por el candidato oficialista Argenis Chávez. Esta sería la primera vez desde las elecciones de 1998 que alguien ajeno a la familia de Hugo Chávez gana la gobernación de Barinas. Freddy Superlano quedó suspendido de ocupar cargos públicos ante la denuncia de Adolfo Superlano según la resolución N.º 78-2021 expuestos a la supuesta existencia de procedimientos y averiguaciones administrativas y penales, a pesar de haber sido indultado en el 2020, mediante decreto N.º 4277, según gaceta oficial extraordinaria N.º 6569. El TSJ anunció que las elecciones se repetirán el 9 de enero.
Freddy Superlano calificó como «un adefesio jurídico» la decisión del TSJ y que «esta deslegitimando al CNE». El gobernador Argenis Chávez renunció a la gobernación el 29 de noviembre y declinó de participar en las venideras elecciones de 2022. En una entrevista televisada el rector del CNE Roberto Picón reveló que la gobernación de Barinas la ganó por 130 votos Freddy Superlano además de que nunca llegó una sentencia judicial firmada que justifique inhabilitar personas durante las elecciones de Barinas.

### Convocatoria oficial a elecciones
El Consejo Nacional Electoral a través de la resolución N.º 211130–0102 convocó a elecciones para gobernador de Barinas para el 9 de enero de 2022 apegándose a la controversial sentencia de anulación de los comicios de 2021 del Tribunal Supremo de Justicia. De acuerdo con la resolución sólo se elegirá el cargo de gobernador, mientras que los diputados estatales, alcaldes y concejales electos el 21 de noviembre de 2021 podrán ser juramentados.

## Candidaturas

### Plataforma Unitaria
El 4 de diciembre de 2021, Aurora Silva de Superlano, dirigente del partido Voluntad Popular y esposa del exdiputado Freddy Superlano fue anunciada como candidata de la Plataforma Unitaria a la gobernación. El anuncio se dio en una protesta por el reconocimiento de los resultados de los comicios de noviembre, que contaron con la presencia del líder político y «presidente interino» Juan Guaidó, quien había llamado a la abstención pero salió en apoyo de Superlano. Silva, quien es además ingeniera en telecomunicaciones, aceptó la candidatura con «compromiso y valentía».
Los partidos Avanzada Progresista, Voluntad Popular (facción ad hoc), Esperanza por el Cambio, la Alianza del Lápiz y Soluciones por Venezuela, todos de la Alianza Democrática, quienes no apoyaron a Superlano en las elecciones de noviembre, salieron en apoyo a la candidata de la Mesa de la Unidad Democrática. El 5 de diciembre, la Alianza Democrática en su conjunto anunció su apoyo a Aurora Silva. Este acuerdo alcanzado entre la Plataforma Unitaria y la Alianza marcaría la primera vez en que ambas fuerzas van unidas para una elección de gobernador. Horas más tarde, la candidatura de Aurora Silva no pudo ser inscrita ante el CNE debido a que la misma se encontraba inhabilitada políticamente para ejercer cargos públicos de acuerdo con el ente electoral. Silva no tenía conocimiento de que estaba inhabilitada, sino que fue la página web del CNE al momento de inscribir la que reflejó la notificación.
El 6 de diciembre, Freddy Superlano anunció que la Mesa de la Unidad Democrática se decidió por postular a Sergio Garrido, diputado al Consejo Legislativo de Barinas y dirigente del partido Acción Democrática. No obstante, Garrido no contó con el apoyo de la Alianza Democrática, coalición que inicialmente había apoyado a Aurora Silva. Sin embargo, recibió el apoyo de Avanzada Progresista y Prociudadanos, dos de los partidos que conforman la coalición. Asimismo, Primero Venezuela, otro de los partidos que forman parte de la coalición, indicó en un comunicado el llamado a Sergio Garrido para decidir si acepta o no el respaldo del partido a su candidatura.

### Partido Socialista Unido de Venezuela
El gobernador del estado y candidato perdedor en las elecciones de 2021, Argenis Chávez, declinó el 30 de noviembre de participar en los comicios y renunció a la gobernación de Barinas. Chávez afirmó que dejaba en manos de la dirección nacional del Partido Socialista Unido de Venezuela el definir la candidatura del Gran Polo Patriótico en Barinas. El 2 de diciembre, el presidente Nicolás Maduro se refirió a las elecciones de 2022 en Barinas diciendo «Tenemos un reto el 9 de enero y vamos a lanzar un nuevo candidato para ganar las elecciones en Barinas también, con un nuevo candidato, apoyado por el pueblo de Barinas, apoyado por todos y todas», aunque no anunció quién sería el candidato.
El 3 de diciembre el diario Crónica Uno reportó un presunto enfrentamiento entre seguidores del gobernador Argenis Chávez y el ex canciller Jorge Arreaza en una reunión del PSUV en el Teatro Orlando Araujo de Barinas, donde se reportaron agresiones físicas entre los asistentes. El 4 de diciembre, Diosdado Cabello fue designado jefe de campaña del PSUV en el estado.
Jorge Arreaza, ministro de Industrias y producción Nacional y canciller entre 2017 y 2021, fue designado por el presidente Nicolás Maduro el 5 de diciembre de 2021 como candidato a la gobernación por el Gran Polo Patriótico. A raíz de su postulación como candidato, José Gregorio Biomorgi fue nombrado como su sucesor en el ministerio.
En enero de 2022, la exsenadora colombiana Piedad Córdoba viajó Barinas para apoyar a Arreaza como candidato, invitando a los colombianos de doble nacionalidad a votar por él.

### Alianza Democrática
La coalición opositora Alianza Democrática, que en un primer momento había apoyado a Aurora Silva cuando la misma era precandidata de la Mesa de la Unidad, postuló al exalcalde del Municipio Libertador de Caracas, candidato presidencial de Acción Democrática en las elecciones de 1993 y dirigente del partido Soluciones, Claudio Fermín. José Guerra, criticó la postulación de Fermín y lo calificó como un "caso de estudio", acusándolo de tratar de dividir los votos de la oposición para favorecer a Nicolás Maduro y el Partido Socialista Unido de Venezuela. Asimismo, Juan Guaidó indicó que la administración de Nicolás Maduro "sofisticó sus métodos de fraude" para dividir y "estafar" a la oposición.
Pedro Díaz, candidato a la gobernación por el Movimiento Ecológico de Venezuela, declinó su candidatura a favor de Fermín.
No todos los partidos de la coalición apoyan a Fermín: el Movimiento al Socialismo, Avanzada Progresista y Prociudadanos decidieron apoyar a Garrido, aunque las tarjetas de estos dos últimos no aparecen en la boleta electoral, el Movimiento Republicano postuló su propio candidato aunque posteriormente apoyaría a Fermín y, Voluntad Popular (facción ad hoc) y MIN-Unidad decidieron apoyar a Adolfo Superlano.[cita requerida]
El exalcalde de San Cristóbal, Daniel Ceballos mostró su apoyo a Claudio Fermín como gobernador. Su esposa, sin embargo, rechazó tal postura.

### Otros
La coalición Alternativa Popular Revolucionaria anunció que Aldemaro Sanoja será candidato a la gobernación de Barinas, sin embargo, en horas de la tarde, su postulación fue rechazada debido a que la página web del CNE reflejo que pesaba sobre el una inhabilitación. La inhabilitación lo considera un "control de daños", para beneficiar al chavismo y evitar que el caudal de votos a favor de Arreaza disminuya.

## Candidatos
| Nominado                                                                 | Nominado                      | Cargos ocupados | Partido o movimiento                                                                                       |
| ------------------------------------------------------------------------ | ----------------------------- | --- | --- |
|                                                                          | Jorge Arreaza (PSUV)          | - Ministro de Industrias y Producción Nacional (desde 2021) - Canciller de la República (2017-2021) - Ministro de Desarrollo Minero Ecológico (2017) - Ministro de Educación Universitaria, Ciencia y Tecnología (2016-2017) - Vicepresidente de la República (2013-2016) | Partido Socialista Unido de Venezuela                                                                      |
| Movimiento Somos Venezuela                                               | Jorge Arreaza (PSUV)          | - Ministro de Industrias y Producción Nacional (desde 2021) - Canciller de la República (2017-2021) - Ministro de Desarrollo Minero Ecológico (2017) - Ministro de Educación Universitaria, Ciencia y Tecnología (2016-2017) - Vicepresidente de la República (2013-2016) | |
| Patria Para Todos (facción ad-hoc)                                       | Jorge Arreaza (PSUV)          | - Ministro de Industrias y Producción Nacional (desde 2021) - Canciller de la República (2017-2021) - Ministro de Desarrollo Minero Ecológico (2017) - Ministro de Educación Universitaria, Ciencia y Tecnología (2016-2017) - Vicepresidente de la República (2013-2016) | |
| Por la Democracia Social                                                 | Jorge Arreaza (PSUV)          | - Ministro de Industrias y Producción Nacional (desde 2021) - Canciller de la República (2017-2021) - Ministro de Desarrollo Minero Ecológico (2017) - Ministro de Educación Universitaria, Ciencia y Tecnología (2016-2017) - Vicepresidente de la República (2013-2016) | |
| Movimiento Electoral del Pueblo (facción ad-hoc)                         | Jorge Arreaza (PSUV)          | - Ministro de Industrias y Producción Nacional (desde 2021) - Canciller de la República (2017-2021) - Ministro de Desarrollo Minero Ecológico (2017) - Ministro de Educación Universitaria, Ciencia y Tecnología (2016-2017) - Vicepresidente de la República (2013-2016) | |
| Unidad Popular Venezolana (facción ad-hoc)                               | Jorge Arreaza (PSUV)          | - Ministro de Industrias y Producción Nacional (desde 2021) - Canciller de la República (2017-2021) - Ministro de Desarrollo Minero Ecológico (2017) - Ministro de Educación Universitaria, Ciencia y Tecnología (2016-2017) - Vicepresidente de la República (2013-2016) | |
| Tupamaro (facción ad-hoc)                                                | Jorge Arreaza (PSUV)          | - Ministro de Industrias y Producción Nacional (desde 2021) - Canciller de la República (2017-2021) - Ministro de Desarrollo Minero Ecológico (2017) - Ministro de Educación Universitaria, Ciencia y Tecnología (2016-2017) - Vicepresidente de la República (2013-2016) | |
| Organización Renovadora Auténtica                                        | Jorge Arreaza (PSUV)          | - Ministro de Industrias y Producción Nacional (desde 2021) - Canciller de la República (2017-2021) - Ministro de Desarrollo Minero Ecológico (2017) - Ministro de Educación Universitaria, Ciencia y Tecnología (2016-2017) - Vicepresidente de la República (2013-2016) | |
| Alianza para el Cambio                                                   | Jorge Arreaza (PSUV)          | - Ministro de Industrias y Producción Nacional (desde 2021) - Canciller de la República (2017-2021) - Ministro de Desarrollo Minero Ecológico (2017) - Ministro de Educación Universitaria, Ciencia y Tecnología (2016-2017) - Vicepresidente de la República (2013-2016) | |
|                                                                          | Sergio Garrido (AD)           | - Diputado al Consejo Legislativo de Barinas (desde 2021) - Presidente del Concejo Municipal de Barinas (2016-2017) - Concejal del Municipio Barinas (2013-2018) | Mesa de la Unidad Democrática - Acción Democrática - Voluntad Popular - Primero Justicia - Un Nuevo Tiempo |
| Movimiento por Venezuela                                                 | Sergio Garrido (AD)           | - Diputado al Consejo Legislativo de Barinas (desde 2021) - Presidente del Concejo Municipal de Barinas (2016-2017) - Concejal del Municipio Barinas (2013-2018) | |
| Convergencia                                                             | Sergio Garrido (AD)           | - Diputado al Consejo Legislativo de Barinas (desde 2021) - Presidente del Concejo Municipal de Barinas (2016-2017) - Concejal del Municipio Barinas (2013-2018) | |
| Movimiento al Socialismo                                                 | Sergio Garrido (AD)           | - Diputado al Consejo Legislativo de Barinas (desde 2021) - Presidente del Concejo Municipal de Barinas (2016-2017) - Concejal del Municipio Barinas (2013-2018) | |
| Movimiento Centrados en la Gente                                         | Sergio Garrido (AD)           | - Diputado al Consejo Legislativo de Barinas (desde 2021) - Presidente del Concejo Municipal de Barinas (2016-2017) - Concejal del Municipio Barinas (2013-2018) | |
| Partido Unión y Entendimiento                                            | Sergio Garrido (AD)           | - Diputado al Consejo Legislativo de Barinas (desde 2021) - Presidente del Concejo Municipal de Barinas (2016-2017) - Concejal del Municipio Barinas (2013-2018) | |
| Unión y Progreso                                                         | Sergio Garrido (AD)           | - Diputado al Consejo Legislativo de Barinas (desde 2021) - Presidente del Concejo Municipal de Barinas (2016-2017) - Concejal del Municipio Barinas (2013-2018) | |
|                                                                          | Claudio Fermín (SPV)          | - Miembro de la Asamblea Nacional Constituyente (1999-2000) - Alcalde del Municipio Libertador del Distrito Federal (1990-1993) - Viceministro de Juventud (1984-1989) | Soluciones para Venezuela                                                                                  |
| Acción Democrática (facción ad-hoc)                                      | Claudio Fermín (SPV)          | - Miembro de la Asamblea Nacional Constituyente (1999-2000) - Alcalde del Municipio Libertador del Distrito Federal (1990-1993) - Viceministro de Juventud (1984-1989) | |
| Comité de Organización Política Electoral Independiente (facción ad-hoc) | Claudio Fermín (SPV)          | - Miembro de la Asamblea Nacional Constituyente (1999-2000) - Alcalde del Municipio Libertador del Distrito Federal (1990-1993) - Viceministro de Juventud (1984-1989) | |
| Esperanza por el Cambio                                                  | Claudio Fermín (SPV)          | - Miembro de la Asamblea Nacional Constituyente (1999-2000) - Alcalde del Municipio Libertador del Distrito Federal (1990-1993) - Viceministro de Juventud (1984-1989) | |
| Cambiemos Movimiento Ciudadano                                           | Claudio Fermín (SPV)          | - Miembro de la Asamblea Nacional Constituyente (1999-2000) - Alcalde del Municipio Libertador del Distrito Federal (1990-1993) - Viceministro de Juventud (1984-1989) | |
| Movimiento Republicano                                                   | Claudio Fermín (SPV)          | - Miembro de la Asamblea Nacional Constituyente (1999-2000) - Alcalde del Municipio Libertador del Distrito Federal (1990-1993) - Viceministro de Juventud (1984-1989) | |
| Primero Venezuela                                                        | Claudio Fermín (SPV)          | - Miembro de la Asamblea Nacional Constituyente (1999-2000) - Alcalde del Municipio Libertador del Distrito Federal (1990-1993) - Viceministro de Juventud (1984-1989) | |
| Venezuela Unida                                                          | Claudio Fermín (SPV)          | - Miembro de la Asamblea Nacional Constituyente (1999-2000) - Alcalde del Municipio Libertador del Distrito Federal (1990-1993) - Viceministro de Juventud (1984-1989) | |
| Nueva Visión para mi País                                                | Claudio Fermín (SPV)          | - Miembro de la Asamblea Nacional Constituyente (1999-2000) - Alcalde del Municipio Libertador del Distrito Federal (1990-1993) - Viceministro de Juventud (1984-1989) | |
|                                                                          | Adolfo Superlano (MIN-Unidad) | - Diputado a la Asamblea Nacional (2016-2021) - Alcalde del Municipio Bolívar (1996-2000) | Movimiento de Integridad Nacional - Unidad (facción ad-hoc)                                                |
| Voluntad Popular (facción ad-hoc)                                        | Adolfo Superlano (MIN-Unidad) | - Diputado a la Asamblea Nacional (2016-2021) - Alcalde del Municipio Bolívar (1996-2000) | |
|                                                                          | Pedro Díaz                    | | Movimiento Ecológico de Venezuela                                                                          |
|                                                                          | Jesús Macabeo                 | | Alianza del Lápiz                                                                                          |

## Cronograma electoral
Consejo Nacional Electoral publicó el cronograma electoral para las elecciones de gobernador de Barinas el 1 de diciembre de 2021.
| N.º | Actividades                             | Fechas                               | Fechas                               | Estatus   |
| N.º | Actividades                             | Inicio                               | Final                                | Estatus   |
| --- | --------------------------------------- | ------------------------------------ | ------------------------------------ | --------- |
| 1   | Lapso de postulaciones y modificaciones | 2 de diciembre de 2021               | 6 de diciembre de 2021               | Realizado |
| 2   | Acreditación de los miembros de mesa    | 10 de diciembre de 2021              | 5 de enero de 2022                   | Realizado |
| 4   | Campaña electoral                       | 22 de diciembre de 2021              | 6 de enero de 2022                   | Realizado |
| 5   | Instalación de mesas electorales        | 7 de enero de 2022 / 8:00 a. m.      | 7 de enero de 2022 / 8:00 a. m.      | Realizado |
| 6   | Constitución de las mesas               | 9 de enero de 2022 / 5:00 a. m.      | 9 de enero de 2022 / 5:00 a. m.      | Realizado |
| 7   | Celebración de las elecciones           | 9 de enero de 2022 / 6:00am a 6:00pm | 9 de enero de 2022 / 6:00am a 6:00pm | Realizado |

## Irregularidades

### Ataques contra medios de comunicación
Faltando seis días para la realización de las elecciones, la Fundación de los Derechos Humanos de los Llanos denunció que la Comisión Nacional de Telecomunicaciones (CONATEL) suspendió el programa radial de Sergio Garrido, que se transmitía en la emisora Ecos 91.1 FM, en Santa Bárbara de Barinas. El Instituto Prensa y Sociedad (IPYS) denunció que el periodista Dimas Medina fue amenazado el 7 de enero por el director de la emisora Impacto 107.1 FM, Kardum Chariti. Medina denunció a través de redes sociales que las emisoras radiales del estado no cubrían la campaña electoral de Garrido por «órdenes de Conatel y Jorge Arreaza» y que solo se permitió la participación de Claudio Fermín en algunos programas radiales de opinión. Tras la denuncia, Chariti amenazó al periodista con "ponerlo en el piso" si no presentaba pruebas.

### Oferta desleal
El 22 de diciembre se dio inicio a la campaña electoral para la gobernación de Barinas, un video afirmó que el comando de Jorge Arreaza repartió electrodomésticos, bajo el supuesto que no se habían entregado por falta de transporte.

### Portal web del CNE
El portal web también fue usado para bloquear a Aurora Silva de Superlano, quien se iba a postular por la Mesa de la Unidad Democrática (MUD) para la Gobernación de Barinas, lo extraño ocurrió que la medida se hizo efectiva un día después de que los voceros de la MUD anunciaron su candidatura en los comicios que se repetirán en enero de 2022.

### Otros
Cazadores de Fake News reveló mediante una investigación una serie de cuentas en la red social Twitter en las que favorecían al candidato Jorge Arreaza y atacaban a Freddy Superlano y Sergio Garrido, y que estuvieron activas desde agosto. Asimismo, algunas de estas cuentas publicaban información errónea, en las que llamaban a votar por Garrido pero a través de la tarjeta de Venezuela Unida, partido que apoyaba la candidatura de Claudio Fermín, en un intento de dispersar el voto opositor; o información falsa sobre el candidato opositor.

## Resultados
Sergio Garrido resultó ganador al obtener el 55,37% de los votos, frente a Jorge Arreaza con el 41,26%. Claudio Fermín y Adolfo Superlano obtuvieron tan solo el 1,77% y el 1,53% de los votos respectivamente. A través de un twit, Arreaza indicó que aunque aumentaron en números de votación, "no fue logrado el objetivo", refiriéndose al quedar derrotado en las urnas. Entre tanto, Fermín reconoció su derrota y deseó éxito a Garrido en su gestión como gobernador.
Los partidos de la Alianza Democrática que apoyaron a Fermín obtuvieron un pésimo resultado: ninguno de los partidos que lo apoyó obtuvo más del 1% de los votos.
| Candidatos                         | Partido                                    | Votos   | %     |
| ---------------------------------- | ------------------------------------------ | ------- | ----- |
| Sergio Garrido                     | Mesa de la Unidad Democrática              | 164.521 | 52,72 |
| Sergio Garrido                     | Movimiento al Socialismo                   | 1.993   | 0,64  |
| Sergio Garrido                     | Movimiento por Venezuela                   | 1.596   | 0,51  |
| Sergio Garrido                     | Partido Unión y Entendimiento              | 1.491   | 0,48  |
| Sergio Garrido                     | Convergencia                               | 1.257   | 0,4   |
| Sergio Garrido                     | Unión y Progreso                           | 1.251   | 0,4   |
| Sergio Garrido                     | Movimiento Centrados en la Gente           | 687     | 0,22  |
| Sergio Garrido                     | Total                                      | 172.796 | 55,37 |
| Jorge Arreaza                      | Partido Socialista Unido de Venezuela      | 114.755 | 36,77 |
| Jorge Arreaza                      | Movimiento Somos Venezuela                 | 5.375   | 1,72  |
| Jorge Arreaza                      | Tupamaro                                   | 3.084   | 0,99  |
| Jorge Arreaza                      | Alianza para el Cambio                     | 1.062   | 0,34  |
| Jorge Arreaza                      | Por la Democracia Social                   | 1.061   | 0,34  |
| Jorge Arreaza                      | Movimiento Electoral del Pueblo            | 1.046   | 0,34  |
| Jorge Arreaza                      | Patria Para Todos                          | 963     | 0,31  |
| Jorge Arreaza                      | Unidad Popular Venezolana                  | 937     | 0,30  |
| Jorge Arreaza                      | Organización Renovadora Auténtica          | 468     | 0,15  |
| Jorge Arreaza                      | Total                                      | 128.751 | 41,26 |
| Claudio Fermín                     | Venezuela Unida                            | 1.757   | 0,56  |
| Claudio Fermín                     | Acción Democrática                         | 1.346   | 0,43  |
| Claudio Fermín                     | Soluciones para Venezuela                  | 651     | 0,21  |
| Claudio Fermín                     | COPEI                                      | 398     | 0,13  |
| Claudio Fermín                     | Esperanza por El Cambio                    | 351     | 0,11  |
| Claudio Fermín                     | Nueva Visión para mi País                  | 274     | 0,09  |
| Claudio Fermín                     | Compromiso País                            | 231     | 0,07  |
| Claudio Fermín                     | Primero Venezuela                          | 230     | 0,07  |
| Claudio Fermín                     | Cambiemos Movimiento Ciudadano             | 183     | 0,06  |
| Claudio Fermín                     | Movimiento Republicano                     | 117     | 0,04  |
| Claudio Fermín                     | Total                                      | 5.538   | 1,77  |
| Adolfo Superlano                   | Movimiento de Integridad Nacional - Unidad | 4,066   | 1,30  |
| Adolfo Superlano                   | Voluntad Popular                           | 724     | 0,23  |
| Adolfo Superlano                   | Total                                      | 4.790   | 1,53  |
| Pedro Díaz                         | Movimiento Ecológico de Venezuela          | 139     | 0,04  |
| Jesús Macabeo                      | Alianza del Lápiz                          | 65      | 0,02  |
| Votos válidamente emitidos         | Votos válidamente emitidos                 | 312.079 | 99.93 |
| Votos nulos                        | Votos nulos                                | 217     | 0.07  |
| Total de votos                     | Total de votos                             | 312.296 | 100   |
| Votantes registrados/participación | Votantes registrados/participación         | 607.644 | 51.39 |
| Fuente: CNE.                       |                                            |         |       |

## Reacciones
- Figuras de la oposición venezolana felicitaron a Garrido luego de que obtuviera la victoria en las urnas.[69]
- A través de una rueda de prensa, Jorge Arreaza advirtió a Sergio Garrido de "no dar un paso en falso" y que defenderían al pueblo de Barinas frente al "fascismo".[70]
- El Subsecretario de Estado para Asuntos del Hemisferio Occidental, Brian Nichols, felicitó a los venezolanos por "defender la democracia", a través de un mensaje en su cuenta en la red social Twitter.[71]